# ثمد ذنبي
ثمد ذنبي (الاسم العلمي:Themeda caudata) هو نوع من النباتات يتبع جنس الثمد من الفصيلة النجيلية.